# BBC iPlayer
BBC iPlayer（ビービーシー アイプレーヤー）は、英国放送協会（BBC）が開発したインターネット経由のテレビ、ラジオ視聴サービスである。2007年12月25日に初めてベータ版がリリースされた。

## 概要
パーソナルコンピュータ等からはウェブブラウザで閲覧する。
ゲーム機に最適化したサイトも用意されている。Wiiでは専用のWiiチャンネルがWiiショッピングチャンネルで無料配信されている（インターネットチャンネルでは閲覧不可）。プレイステーション3ではXMBメニューにBBC iPlayerのアイコンが存在し、起動するとウェブブラウザ経由での閲覧となる（いずれも英国内）。Wii版は、2015年2月10日にサービスを終了した。
iOS・Android向けの無料アプリがリリースされており、他の一部の携帯電話でも閲覧可能である。
その他、ネット機能を持つ薄型テレビ、ブルーレイプレーヤー、セットトップボックスなどの一部機種に専用アプリケーションがプリインストールされている。
2018年10月30日、BBCはiPlayer RadioサービスをBBC Soundsとして新たにサービスを開始した。

## イギリス国外からの視聴
テレビサービスは視聴できない。ラジオについてはフルサービス利用可能であるが、プレミアリーグなどの一部スポーツ中継はイギリス国外からのライブ聴取はできない。モバイルでは専用のiPlayerアプリで聴取できるが英国外ではダウンロードすることができない。他にはTuneIn Radio等を介して聴取することも可能。ほぼ全てのラジオ放送について、ライブストリーミングのみならず過去30日間の放送を遡って聴くことができる。